# Plastische opvoeding
Plastische opvoeding is in het Vlaamse secundair onderwijs een schoolvak waarin de artistieke vaardigheden en de creativiteit van leerlingen kan worden ontwikkeld. Het vak wordt meestal afgekort met P.O. 
'Plastische opvoeding' staat op het lesrooster van het eerste leerjaar voor een lestijd per week. Ook in sommige studierichtingen van de hogere jaren komt het vak nog voor. Meestal wordt het vak gegeven door een "regent plastische kunsten", maar ook anderen kunnen onderwijsbevoegdheid krijgen om het vak te mogen geven, zoals afgestudeerden van het kunstonderwijs die een aanvullende lerarenopleiding hebben gevolgd.

## Situering
Etymologisch is plastisch afgeleid van het Griekse plasso, wat neerkomt op uit leem kneden, vormen. Met plastische opvoeding bedoelt men dus opvoeding in de vorm, de vormgeving, de kleur en de compositie. Met plasticiteit bedoelt men meestal ruimtelijkheid.
De vorming 'plastische opvoeding' krijgt gestalte in het maken van beeldende werkstukken waarbij na het formuleren van een opdracht:
- in de 'divergerende fase' men zich zo ruim mogelijk opstelt en geen enkele oplossing op voorhand uitsluit
- in de 'transformatiefase' een beeldend vormgevingsproces wordt doorlopen en deeloplossingen worden geconcipieerd
- beeld- en vormaspecten, technieken en materialen worden aangewend met gepaste inbreng van de kunstgeschiedenis
- teneinde in de 'convergerende fase' waarbij de deeloplossingen worden gecombineerd, een oorspronkelijk product te bekomen: het kunstwerk.

Daarbij doet de leerling voortdurend aan peerevaluatie of collegiale toetsing en zelfevaluatie door gerichte vragen schriftelijk te beantwoorden.